# Hydrospeed

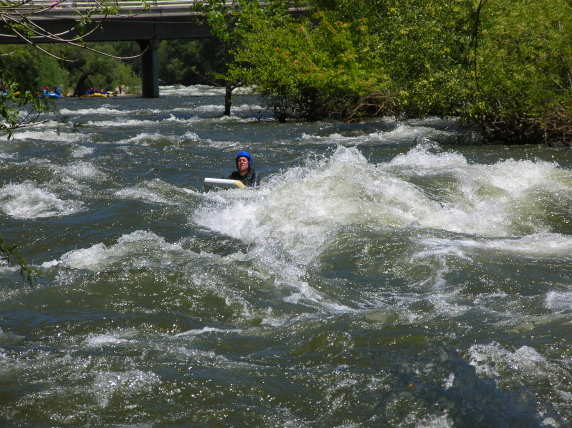
Hydrospeed auf dem Kern River

Hydrospeed (manchmal auch Riverboogie genannt) ist eine Wildwasser-Sportart, bei der man mit dem Oberkörper auf einem speziellen floßartigen Schwimmkörper liegend Wildwasser-Bäche oder kleinere Flüsse mit der Strömung herunterfährt.
Die Teilnehmer tragen dabei normalerweise einen wildwassertauglichen Helm und Schwimmweste zum Schutz, Schwimmflossen zur besseren Steuerung und Fortbewegung sowie einen Neoprenanzug gegen Auskühlung.